# Charles Henry Gilbert
Charles Henry Gilbert (Rockford, 5 dicembre 1859 – Palo Alto, 20 aprile 1928) è stato un ittiologo statunitense, pioniere dell'ittiologia e della biologia della pesca di particolare importanza per la storia naturale degli Stati Uniti occidentali.
Negli anni di attività raccolse e studiò pesci dall'America centrale fino all'Alaska, descrivendo un gran numero di nuove specie. In seguito divenne un esperto di pesci del genere Oncorhynchus, localmente chiamati salmoni del Pacifico, e fu un noto conservazionista del Nord-ovest Pacifico. È considerato da molti il fondatore intellettuale della biologia della pesca statunitense. Fu uno dei 22 “docenti fondatori” (pioneer professors) dell'Università di Stanford.

## Biografia
Nato a Rockford, nell'Illinois, Gilbert trascorse i primi anni di vita a Indianapolis, nell'Indiana, dove frequentando la scuola superiore uno dei suoi insegnanti, David Starr Jordan (1851-1931), lo ispirò a seguirne le tracce. Quando Jordan divenne professore di storia naturale alla Butler University di Indianapolis, Gilbert lo seguì completando il suo percorso di studi laureandosi nel 1879. Quando nell'autunno del 1879 Jordan si trasferì all'Indiana University a Bloomington, Gilbert lo seguì nuovamente, ottenendo il Master of Science (M.S.) nel 1882 e il Ph.D. nel 1883. Il suo dottorato fu il primo mai conferito dall'Università dell'Indiana.

### Vita privata
Sono pochi i dettagli noti della vita privata di Gilbert. Sua moglie, Julia Ringold Hughes (nata il 6 dicembre 1849 a Bloomington, Indiana), fu studentessa dell'Università dell'Indiana e divenne sovrintendente delle scuole superiori di Bloomington. Morì in California il 30 novembre 1916. Da lei ebbe tre figli, Carl (1891-1963), Winnifred (moglie di Carl F. Braun, 1886-1980) e Ruth (moglie di Percy R. Baker, 1885-1982), tutti laureati alla Stanford University.
| Gilbert è l'abbreviazione standard utilizzata per le specie animali descritte da Charles Henry Gilbert. Categoria:Taxa classificati da Charles Henry Gilbert |